# فریدریکه مایرکر
فریدریکه مایرکر (آلمانی: Friederike Mayröcker؛ زادهٔ ۲۰ دسامبر ۱۹۲۴) یک نویسنده اهل اتریش است.
وی همچنین برنده جوایزی همچون جایزه گئورگ بوشنر شده است.